# Nancy Bertler
Nancy Bertler es una investigadora antártica de origen alemán que ha liderado importantes iniciativas encaminadas a la investigación de la historia del clima utilizando núcleos de hielo antártico y conocida por su liderazgo en el Programa de Evolución del Clima de la Isla de Roosevelt Island (RICE). Es profesora asociada en el Centro de Investigación Antártica de la Universidad Victoria de Wellington en Nueva Zelanda.

## Carrera
Bertler investiga la historia del clima usando núcleos de hielo. Durante su doctorado, Nancy estableció colaboraciones con socios internacionales en Alemania y Estados Unidos e inició la investigación del núcleo de hielo de Nueva Zelanda en el Mar de Ross. Como becaria postdoctoral con orientación y ayuda de sus mentores, los profesores Peter Barrett, Tim Naish, Alex Malahoff, Bertler continuó estableciendo una gran infraestructura para apoyar la investigación sobre el núcleo de hielo en Nueva Zelanda. Esto incluyó el desarrollo de una instalación nacional de investigación de núcleos de hielo con GNS Science y la construcción de un sistema de perforación de núcleos de hielo intermedio de Nueva Zelanda con la Universidad Victoria de Wellington. Bertler ha dirigido el Programa Nacional de Investigación de Hielo, que culminó con el desarrollo exitoso de proyectos científicos internacionales, en particular la contribución de Nueva Zelanda al proyecto internacional Expedición Científica Transatlántica (ITASE) y el proyecto de Evolución del Clima de la Isla Roosevelt (RICE) de 9 naciones liderado por Nueva Zelanda.
Bertler fue una de los pioneras en seleccionar e interpretar los registros del núcleo de hielo de las regiones costeras de la Antártida. Estos registros han demostrado proporcionar información altamente complementaria a los registros del núcleo de hielo profundo del interior de la Antártida. Bertler ha publicado más de 39 documentos de investigación revisados por pares a nivel internacional y tres capítulos de libros revisados por pares. También fue coautora de dos capítulos de libros para divulgación pública y ha trabajado con una gran variedad de medios.
Bertler ha dirigido 13 expediciones científicas a la Antártida con más de 30 meses (acumulativos) de trabajo de campo, incluido el liderazgo del proyecto de extracción de núcleos de hielo de la Isla Roosevelt (RICE) de 9 naciones en la Antártida.